# 荧光酮

荧光染料赤藓红的化学结构

荧光酮（也称为3-异咕吨酮），分子式C13H8O2，是一种杂环化合物，是许多荧光染料的核心结构。